# Koror
Koror település Palau legnagyobb szigetén, Babelthuap szigeten. A szigetország legnagyobb és legnépesebb települése, Palau vezető központja, 2006-ig fővárosa. Ekkor helyezték át a fővárost Ngerulmudba.

## Testvérvárosok
- Angeles, Fülöp-szigetek[4]
- Davao City, Fülöp-szigetek[5]
- Gilroy, Kalifornia, Egyesült Államok[6]
- Manado, Indonézia[7]